# Palazzo dei Rettori
Il Palazzo dei Rettori è un edificio storico della città di Belluno che sorge a nord di Piazza del Duomo. 

## Storia
La sua costruzione è iniziata nel 1409, su un fortilizio medievale precedente. 
Dal 1496, con il rettore Matteo Tiepolo iniziano nuovi lavori che lo trasformano nell'attuale edificio, ad opera dell'architetto veneziano Giovanni Candi. Il palazzo, inizialmente in stile gotico veneziano, successivamente si è arricchito di decorazioni rinascimentali. I lavori si sono conclusi nel 1536 sotto il rettorato di Girolamo Arimondo. 
Fu commissionato dal "Collegio dei nobili" della città per confermare la dedizione alla Repubblica di Venezia (dopo la lega di Cambrai). Il consenso fu dato solo a fine secolo e il palazzo divenne la sede del governo veneziano nella città.
Attualmente il palazzo è sede della Prefettura.

## Struttura
L'edificio è composto da un portico a pian terreno, con archi a tutto sesto, con capitelli decorati. La facciata presenta al centro quadrifore al primo piano e polifora con sette finestre al secondo piano; ai lati bifore con poggioli.
Il tutto è arricchito con busti e lapidi in pietra a ricordo di tutti i rettori della Serenissima dal XVII secolo a Belluno.
Nell'angolo sud-est si alza la torretta dell'orologio costruita tra il 1536 ed il 1547, progettata dal fiesolano Valerio da San Vittore.